# Yaginumaella longnanensis
Yaginumaella longnanensis is een spinnensoort in de taxonomische indeling van de springspinnen (Salticidae).
Het dier behoort tot het geslacht Yaginumaella. De wetenschappelijke naam van de soort werd voor het eerst geldig gepubliceerd in 1997 door Yang, Guo Tang & Joo-Pil Kim.